# Al-Muchaydar
Al-Muchaydar (arabisch المخيضر, DMG al-Muḫayḍar) ist ein Dorf im Jemen im Gouvernement Lahidsch. Laut der allgemeinen Volkszählung im Jemen 2004, hatte das Dorf 95 Einwohner. Davon waren 54 männlich und 41 weiblich.